# Edna St. Vincent Millay
Edna St. Vincent Millay (22 tháng 2 năm 1892 – 19 tháng 10 năm 1950) – nữ nhà thơ Mỹ, là người phụ nữ đầu tiên được tặng giải Pulitzer.

## Tiểu sử
Millay sinh ở Rockland, Maine. Học ở Camden High School. Làm thơ từ những ngày còn là sinh viên. Năm 1917 xuất bản tập thơ đầu tiên Renascence and Other Poems. Đầu những năm 20 là nghệ sĩ của nhà hát Provincetown Players. Thời gian này Millay viết 3 vở kịch thơ cho nhà hát này.
Năm 1923, tập thơ The Harp-Weaver, and Other Poems được tặng giải Pulitzer, trở thành người phụ nữ đầu tiên được nhận giải thưởng này. Millay là tác giả của hơn 10 tập thơ. Đáng kể nhất có thể kể đến: Collected Sonnets, 1941; Collected Poems, 1956. Thơ của bà là những tình cảm chân thành được thể hiện bằng ngôn ngữ giản dị mà tao nhã, giọng thơ nhỏ nhẹ nhưng dễ gây xúc động lòng người.
Ngoài sáng tác thơ và kịch, Millay còn là người dịch Les Fleurs du mal (Những bông hoa ác) của Charles Baudelaire ra tiếng Anh rất nổi tiếng.

## Một số bài thơ đã dịch sang tiếng Việt
| Love is not all Love is not all: it is not meat nor drink Nor slumber nor a roof against the rain; Nor yet a floating spar to men that sink And rise and sink and rise and sink again; Love can not fill the thickened lung with breath, Nor clean the blood, nor set the fractured bone; Yet many a man is making friends with death Even as I speak, for lack of love alone. It well may be that in a difficult hour, Pinned down by pain and moaning for release, Or nagged by want past resolution's power, I might be driven to sell your love for peace, Or trade the memory of this night for food. It well may be. I do not think I would. I must not die of pity; I must live I must not die of pity; I must live; Grow strong, not sicken; eat, digest my food, That it may build me, and in doing good To blood and bone, broaden the sensitive Fastidious pale perception: we contrive Lean comfort for the starving, who intrude Upon them with our pots of pity: brewed From stronger meat must be the broth we give. Blue, bright September day, with here and there On the green hills a maple turning red, And white clouds racing in the windy air! — If I would help the weak, I must be fed In wit and purpose, pour away despair And rinse the cup, happiness like bread. Pity Me Not Pity me not because the light of day At close of day no longer walks the sky; Pity me not for beauties passed away From field and thicket as the year goes by; Pity me not the waning of the moon, Nor that the ebbing tide goes out to sea, Nor that a man's desire is hushed so soon, And you no longer look with love on me. This have I known always: love is no more Than the wide blossom which the wind assails; Than the great tide that treads the shifting shore, Strewing fresh wreckage gathered in the gales. Pity me that the heart is slow to learn What the swift mind beholds at every turn. What lips my lips have kissed, and where, and why What lips my lips have kissed, and where, and why, I have forgotten, and what arms have lain Under my head till morning; but the rain Is full of ghosts tonight, that tap and sigh Upon the glass and listen for reply, And in my heart there stirs a quiet pain For unremembered lads that not again Will turn to me at midnight with a cry. Thus in winter stands the lonely tree, Nor knows what birds have vanished one by one, Yet knows its boughs more silent than before: I cannot say what loves have come and gone, I only know that summer sang in me A little while, that in me sings no more. Ashes of Life Love has gone and left me and the days are all alike; Eat I must, and sleep I will, -- and would that night were here! But ah! -- to lie awake and hear the slow hours strike! Would that it were day again! -- with twilight near! Love has gone and left me and I don't know what to do; This or that or what you will is all the same to me; But all the things that I begin I leave before I'm through, -- There's little use in anything as far as I can see. Love has gone and left me, -- and the neighbors knock and borrow, And life goes on forever like the gnawing of a mouse, -- And to-morrow and to-morrow and to-morrow and to-morrow There's this little street and this little house. The Unexplorer THERE was a road ran past our house Too lovely to explore. I asked my mother once–she said That if you followed where it led It brought you to the milk-man's door. (That's why I have not traveled more.) | Tình đâu phải là tất cả Tình đâu phải là tất cả: tình không là cơm ăn, nước uống Chẳng giấc ngủ ngon, không mái nhà che nắng che mưa Cũng không phải chiếc bè thả xuống, một khi mà Kẻ chết đuối đang dần dần chìm xuống. Tình không thể làm đầy trong lồng ngực Không khí cho ta, khi khó thở, nhọc nhằn Tình không lọc máu, không gắn kết xương Nhưng nếu thiếu tình, người ta sẽ chết. Em cứ ngỡ rằng trong giờ khắc khó nhọc Khi đớn đau, khi buồn bã vô cùng Để đổi lấy hòa bình cho thân xác Hay sự lặng yên em đem bán tình anh Hoặc kỷ niệm những đêm, đổi lấy đồ ăn. Cũng có thể. Nhưng mà em chẳng cần. Không phải chết vì lòng thương Không phải chết vì lòng thương, mà phải sống Và uống và ăn để khỏe mạnh, lớn lên Để máu nóng, để cho vững chắc xương Để cảm nhận và trí khôn mở rộng Ai kẻ xoay xở, bày mưu, kén chọn Cứ mặc người ta kén cá chọn canh Lòng thương hại của ta chỉ có chừng Rồi không khéo sức lực đều phí uổng! Ngày tháng Chín màu xanh nơi này, nơi nọ Phong đỏ bừng trên những ngọn đồi xanh Và mây trắng bay lượn giữa không trung Người yếu đuối có lẽ cần giúp đỡ. Ta nhất định sẽ xua đi nỗi buồn Uống cốc đầy, ăn hạnh phúc như cơm. Đừng xót thương tôi Đừng xót thương tôi vì ánh sáng ngày Đang lụi tàn khi ngày dần khép cửa Đừng xót thương vẻ đẹp không còn nữa Của ruộng đồng khi ngày tháng năm trôi. Đừng xót thương tôi khi trăng giữa trời Đang dần khuyết, thủy triều lui ra biển Đam mê của đàn ông như gió thoảng Anh đã không còn âu yếm nhìn tôi. Vì tôi luôn nhận biết rõ điều này: Tình chỉ là cánh hoa run trước gió Là con nước lên bờ, khi sóng vỗ Mang theo bao mảnh vỡ những con tàu. Hãy thương tôi vì trái tim muộn màng Hiểu ra điều lý trí hiểu rất nhanh. Hôn môi nào Hôn môi nào, ở đâu và tại sao Trong vòng tay nào ngủ yên đến sáng Tôi đã quên, nhưng cơn mưa thầm lặng Như những bóng ma gợi lại cơn đau. Thì có nghĩa là tôi có ngủ đâu Trong lòng tôi một cơn đau lặng lẽ Những chàng trai mà tôi không còn nhớ Đêm chẳng quay vào cùng với tiếng kêu. Như cành cây cô đơn giữa mùa đông Những con chim nào cây đâu nhớ hết Chỉ biết rằng cành đã im hơn trước Cũng như tôi đâu nhớ hết người tình. Chỉ biết rằng hè đã hát trong tim Và giờ đây tiếng hát đã im lìm. Tro bụi của đời Tình đi rồi, ngày lại giống ngày thôi Vẫn ăn ngủ, cái đêm nào gần lắm Nhưng nằm nghe tích tắc trong đêm vắng Hoàng hôn gần, mong trở lại cái ngày! Tình đi rồi, chẳng biết làm gì đây Muốn bắt tay làm thứ này thứ nọ Nhưng vô nghĩa, tất cả đều dang dở Ngỡ rất gần mà lại hóa xa xôi. Tình đi rồi, hàng xóm gọi gì tôi Như chuột gặm, đời vẫn còn muôn thuở Rồi ngày mai, ngày mai, ngày mai nữa Chỉ ngôi nhà và đường phố này thôi. Không phải người khám phá Ngang ngôi nhà tôi có một con đường Quả rất dễ thương để mà khám phá Một hôm tôi hỏi, mẹ tôi nói rằng: Con biết không, ở phía cuối con đường Là ngôi nhà của người đi giao sữa. (Kể từ đó tôi không đi xa nữa). Bản dịch của Nguyễn Viết Thắng |